# Gargettiana punctatissima
Gargettiana punctatissima är en fjärilsart som beskrevs av George Thomas Bethune-Baker 1916. Gargettiana punctatissima ingår i släktet Gargettiana och familjen tandspinnare. Inga underarter finns listade i Catalogue of Life.